# Шевчук Анатолій Анатолійович
Анатолій Анатолійович Шевчук (1 січня 1941, Жмеринка, Вінницька область, Українська РСР, СРСР) — український дипломат. Кандидат історичних наук. Постійний представник України в Раді Європи (2002—2005).

## Життєпис
Народився 1 січня 1941 року в місті Жмеринка на Вінниччині. У 1966 році закінчив Львівський університет імені Івана Франка, факультет іноземних мов, філолог романської мовної групи. Володіє українською, російською, французькою, іспанською, польською мовами.
Працював в бюро обслуговування іноземців готелю «Львів». У 1967 році очолив Львівське обласне Бюро міжнародного молодіжного туризму «Супутник». У 1968 року до Радянської Армії. Проходив службу на офіцерській посаді в апараті Головного військового радника СРСР при Президенті Алжирської Народно-Демократичної Республіки як старший військовий перекладач, начальник служби спеціального військового перекладу. У травні 1972 року повернувся до Львова. Став першим лектором-міжнародником Львівського міськкому Компартії України. Потім працював лектором, керівником лекторської групи, заступником завідувача відділу пропаганди й агітації Львівського обкому партії, консультантом, завідувачем сектору відділу міжнародних зв'язків ЦК Компартії України. З 12.1988 по 09.1991 — заступник голови президії Українського товариства дружби і культурних зв'язків із закордоном. З травня 1991 року на дипломатичній роботі в Міністерстві закордонних справ України. Після навчання на курсах вищого дипломатичного складу при МЗС СРСР отримав ранг дипломатичного радника другого класу. З вересня 1991 по вересень 1992 — Представник Уряду України при Уряді Республіки Польща. З 7 листопада 1992 по травень 1995 — Тимчасовий повірений у справах України в Бельгії, Нідерландах і Люксембурзі (Бенілюкс). З травня 1995 року на посаді завідувача відділу міжпарламентських зв'язків Верховної Ради. Згодом відділ було реформовано в управління зі значно урізноманітненими функціями — від протокольно-організаційних до аналітичних і перекладацьких.
У грудні 2000 року в ранзі Надзвичайного і Повноважного Посланника ІІ класу був направлений на посаду заступника Постійного представника України при Раді Європи — Постійного представника Верховної Ради України при Парламентській асамблеї Ради Європи. З 2001 року на посаді Тимчасового повіреного у справах України в Тунісі. З листопаді 2002 по 30 грудня 2005 року був Постійним представником України в Раді Європи.
Керівник центру заочної, післядипломної освіти та міжнародних програм. Фахівець з питань дипломатичного протоколу, ведення ділових переговорів, історії української дипломатії, інтернаціонального характеру антифашистського руху опору в другій світовій війні. Перекладач французької лірики середньовіччя на українську мову.

## Нагороди та відзнаки
- Нагороджений орденом «За заслуги» ІІІ ступеня (2005)[4], медаллю «Ветеран праці», Почесною грамотою Верховної Ради України та 7 високими відзнаками інших країн.